# Pedro Azogue
Pedro Azogue, né le 6 décembre 1994 à Santa Cruz de la Sierra, est un footballeur international bolivien qui évolue au poste d'attaquant.

## Carrière
Azogue se fait remarquer au sein de la sélection bolivienne des moins de 20 ans dont il devient le capitaine. En 2012, il commence à jouer pour l'équipe professionnelle de l'Oriente Petrolero.
Le 15 août 2012, il joue son premier match avec l'équipe de Bolivie, dans le cadre d'un match amical, contre le Guyana.